# 杨钟秀
杨钟秀（1910年—2003年），男，汉族，直隶武清（今属天津）人，中国体育教育家，曾任东北师范大学教授。